# Mikhail II, Đại công tước xứ Tver

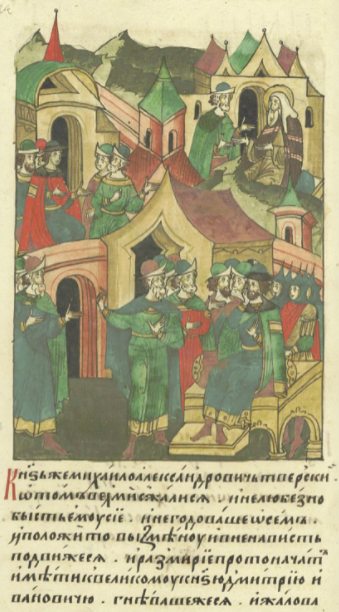
Mikhail II, Đại công tước xứ Tver

Mikhail II Alexandrovich (tên thánh: Matvey, 1333, Pskov - 26 tháng 8 năm 1399, Tver) - công tước Mikulin và Tver (1368 - 1382), Đại vương công Tver (1382-1399), một trong những người con trai út của Alexander Mikhailovich. Ông thành công trong đấu tranh chống lại các công tước thái ấp Kashin, và với sự hỗ trợ của Đại vương công Litva Algirdas chống lại ảnh hưởng của Đại vương công Moskva Dmitry Ivanovich Donskoy vào các công việc của Tver, tương ứng là giành lại Kashin và tuyên bố mình là Đại vương công Tver (1382). Bên cạnh đó, yêu sách của Mikhail trong việc sở hữu công quốc Vladimir lại không thành công do quan điểm của Hãn quốc Kim Trướng, chỉ được nhất thời ủng hộ trong thời gian nhiếp chính của Mamai. Sau thất bại ở trận Kulikovo năm 1380, Hãn Kim Trướng mới là Tokhtamysh quyết định giao công quốc Vladimir cho các công tước Moskva vĩnh viễn.

## Tiểu sử
Mikhail sinh ra ở Pskov, nơi mà cha của ông là Đại vương công Aleksandr I ẩn náu sau cuộc khởi nghĩa năm 1327. Mikhail chịu phép báp-tem bởi tổng giám mục Novgorod và Pskov là Vasily Kalika, người đã tới Pskov năm đó để thành lập liên minh với Đại vương công Tver Aleksandr. Tổng giám mục Vasily sau đó là thầy dạy học của ông.
Năm 1339, sau khi cha và anh trai lớn là Fedor chết tại Kim Trướng, anh trai thứ của ông là Vsevolod Alexandrovich nhận thừa kế vùng Kholm còn Mikhail nhận vùng Mikulin, như thế ông trở thành công tước thái ấp Mikulin đầu tiên. Sau đó, biên niên sử còn nhắc tới ông một lần nữa vào năm 1362, gọi ông là một công tước nhân hậu và đáng mến.
Cũng trong năm 1362, khi Vsevolod còn sống thì người chú ruột là Vasily Mikhailovich đã bất ngờ vây hãm Mikhail ở Mikulin. Năm 1364, người anh họ là Semyon Konstantinovich chết vì bệnh dịch hạch, để lại thái ấp của mình là Belyi Gorodok cho Mikhail, điều này gây ra sự bất mãn cho em trai ruột ông ta là Yeremey Konstantinovich. Tổng Giám mục Kiev và toàn Nga là Alexis đã chỉ thị cho Giám mục Tver là Vasily phân xử và năm 1366 giám mục này đã phán quyết phần thắng nghiêng về Mikhail. Điều này đã làm cho ông bị triệu hồi về Moskva và tại đây ông phải chịu sự phản đối quyết liệt.
Hiểu rằng Đại vương công Moskva Dmitry Ivanovich Donskoy và Tổng Giám mục vẫn ủng hộ ông chú mình, nên năm 1367 ông đã đến Litva để tìm kiếm sự ủng hộ từ người anh rể là Đại vương công Litva Algirdas (Olgerd). Lợi dụng điều này, Vasily và Yeremey tổ chức cuộc tấn công vào Mikulin của Mikhail. Mikhail ngay lập tức phản công với sự giúp đỡ của Litva đã đánh bại kẻ địch, bắt lấy các bà vợ của Vasily và Yeremey cùng nhiều quan viên và đánh tới Kashin, nơi Vasily đang ở. Cuối cùng, tại làng Andreyev, các sứ giả của ông chú và của Giám mục Tver là Vasily đã đợi Mikhail. Họ thuyết phục Mikhail giảng hòa với Vasily và Yeremey bằng việc hôn cây thánh giá. Vasily phải từ bỏ Tver và nhường ngôi cho cháu, chỉ giữ lại được Kashin.
Năm 1368, công tước Yeremey đến Moskva yêu cầu Đại vương công Dmitry Ivanovich Donskoy phân xử về ranh giới của các thái ấp trong công quốc Tver. Rất nhanh chóng, Đại vương công Moskva và Tổng Giám mục Alexis mời Mikhail đến phân xử, cam đoan bảo đảm an toàn cho ông. Trong phiên xử, Mikhail bất ngờ bị Đại vương công bắt giam tại Moskva. Biết tin các sứ giả Kim Trướng bất ngờ có mặt tại Moskva, vì sợ xảy ra chuyện nên Đại vương công Dmitri buộc phải thả Mikhail ra. Dưới áp lực của Đại vương công Dmitry Ivanovich Donskoy, Mikhail buộc phải nhường cho Yeremei thái ấp Belyi Gorodok rồi nhanh chóng rời khỏi Moskva nhưng lớn tiếng cáo buộc Dmitry và Tổng Giám mục Alexis.

## Lên ngôi Đại vương công Tver

### Đấu tranh với Moskva
Cùng năm 1368 Vasily Mikhailovich qua đời, Mikhail II lên ngôi và lập tức có xung đột với Moskva.
Lấy cớ bảo vệ con trai của Đại vương công quá cố Vasily là Mikhail (1331-1373), Dmitry của Moskva đã đưa quân đến công quốc Tver. Không đủ sức mạnh chống cự, Mikhail bèn nhờ chồng chị gái mình là Đại vương công Litva Algirdas giúp chuẩn bị lực lượng đối phó. Đồng ý với yêu cầu của em vợ, Đại vương công Litva đưa quân đội đến giúp Mikhail.
Sau khi đánh bại trung đoàn tuần tra Moskva trên sông Trosna, Algirdas lần đầu tiên vây hãm Moskva. Pháo đài kremli bằng đá vững chắc làm quân Litva và Tver không thể xâm nhập được. Trong khi đó, quân Thập Tự bất ngờ xâm chiếm vùng đất phía tây của Algirdas khiến Đại vương công Litva phải bỏ dở cuộc bao vây sau 3 ngày liên tục. Theo hiệp ước hòa bình, Mikhail đã nhận lại Belyi Gorodok và các giáo xứ khác từ người anh họ quá cố Semyon Konstantinovich.
Năm 1369 Mikhail Alexandrovich tăng cường củng cố tường thành Tver bằng gỗ. Tháng 8 năm 1370, Đại vương công Dmitry lại tuyên chiến với Mikhail. Mikhail lại chạy trốn đến Litva một lần nữa, và vùng đất Tver bị đội quân của Dmitry tàn phá. Chẳng bao lâu sau, chính Đại vương công Dmitry trực tiếp chỉ huy một đội quân lớn tiến đánh Tver, hạ và đốt cháy các thành phố Zubtsov và Mikulin, những ngôi làng và làng mạc và bắt làm tù binh nhiều cư dân. Nghe được những tin tức này, Mikhail bèn tìm cách xin sự giúp đỡ của hãn quốc Kim Trướng, nhưng bị đạo quân Moskva dọc đường chặn lại. Mikhail phải trở về Litva một lần nữa và khấu đầu với Olgerd một lần nữa.
Trong Mùa Chay Giáng Sinh, Olgerd cùng em trai là Keystut (Kęstutis), Mikhail của Tver và Svyatoslav của Smolensk dẫn quân tới Moskva. Họ đã không thành công trong việc tấn công Volokolamsk, nhưng cướp bóc khu phố trong ba ngày, sau đó họ chuyển đến Moskva. Ngày 6 tháng 12 năm 1370, Olgerd đã vây hãm Moskva. Khi bao vây được 8 ngày, ông này được tin quân đội Serpukhov và Ryazan bắt đầu tập hợp chống lại mình nên vội ký hiệp ước hòa bình rồi rút quân. Mikhail cũng hòa giải với Dmitry và trở về Tver.
Mùa xuân năm 1371, công tước Tver đến Hãn quốc Kim Trướng nhằm tìm kiếm một chỉ dụ về quyền cai quản Đại Công quốc Vladimir. Hãn quốc đề nghị đưa quân đội tới trấn giữ Vladimir, nhưng Mikhail từ chối và trở về Nga chỉ với sứ giả của Hãn là Saryhodzha. Trong khi đó ở Moskva, Đại vương công Dmitri tuyên bố vùng đất Vladimir không thuộc quyền sở hữu của Mikhail, mặc cho lời truyền đạt của sứ giả Kim Trướng yêu cầu trao công quốc Vladimir cho Công tước Tver. Mikhail vì tức giận trước sự việc này nên cho quân phá phách Kostroma, Mologa, Uglich và Bezhetsky Thượng; sau đó gửi con trai thứ là Ivan đến Kim Trướng.
Cuối năm 1371, Đại vương công Moskva cũng tìm cách thuyết phục quan nhiếp chính Mamai trao quyền cai quản Vladimir cho ông ta. Cùng lúc đó, Đại vương công Tver nhận được thông điệp từ Hãn với nội dung: "Chúng tôi đã cho bạn một triều đại vĩ đại, chúng tôi đã trao một đội quân để đưa bạn tới đó; nhưng bạn đã không lấy đội quân của chúng tôi, nói rằng bạn sẽ ngồi xuống với sức mạnh của riêng bạn; bây giờ ngồi với bất cứ ai bạn muốn, nhưng không mong đợi sự giúp đỡ từ chúng tôi". Con trai của Mikhail nợ của Khan tới 10.000 rúp, khoảng 2 lần giá trị cống vật nên Đại vương công Moskva giải cứu và đưa về công quốc của mình; sau đó Moskva liền đem quân chiếm Bezhetsk, giết các quan viên cướp bóc rất tàn bạo công quốc Tver.
Mikhail lại bắt đầu thuyết phục Olgerd chuyển quân sang Nga. Năm 1372, Mikhail, cùng với Keystut và Andrei Olgerdovich, đã tiếp cận Pereslavl-Zalessky không thành công nhưng lấy được Dmitrov. Theo biên niên sử Avraamka năm 1372 thì Dmitrov "(bị) mưa đá, làng bị đốt cháy sau đó, với các bà vợ và trẻ em được đưa đến Tver". Sau đó, quân Litva chiếm Torzhok.
Olgerd đã đến Moskva một lần nữa. Tại Lubutsk, thay vì một trận chiến, một hiệp ước hòa bình đã được ký kết giữa Moskva và Litva (1372) bằng cuộc hôn nhân giữa Vladimir Serpukhovskaya với Elena Olgerdovna. Tver rút về để cùng có lực lượng.
Năm 1374, Mikhail tiếp nhận hoàng thân đã trốn khỏi Moskva là Vasily và Ivan rồi phát động cuộc chiến chống lại Moskvaa. Quân Tver nhanh chóng đánh chiếm Torzhok và Uglich và chiếm lĩnh toàn vùng đông bắc Moskva. Quân Litva theo đó cũng tìm cách bao vây Smolensk vì cư dân ở nơi này ủng hộ Đại vương công Moskva. Lần này, Mikhail buộc phải từ bỏ những tuyên bố chống lại Kashin, tự nhận mình là em trai của hoàng tử Moskwa. Mikhail cũng đồng ý tham gia vào các cuộc chiến tranh của Moskwa với Khan Kim Trướng. Trong trận Kulikovo, không có tài liệu ghi nhận sự tham gia của quân Tver vào cuộc chiến, ngoại trừ đội Kashintsev và Ivan Kholmsky.

### Đại vương công xứ Tver
Sau trận tàn phá Moskva của Khan Tokhtamysh, Mikhail đến thăm Khan nhưng không lấy được danh hiệu Đại vương công xứ Vladimir; nhưng đổi lại Tver vẫn giữ được độc lập cho đến năm 1485. Ngoài ra, sự thừa kế Kashinsky được trao cho Tver sau cái chết của Vasily Kashinsky, cháu trai của Vasily Kashinsky và Tver
Năm 1396, Mikhail lại cầu xin Khan ban cho danh hiệu Đại vương công xứ Vladimir sau khi vị Khan này thất bại trong cuộc chiến tranh với Thiếp Mộc Nhi, nhưng không được chấp nhận.
Ông qua đời vào ngày 26 tháng 8 năm 1399, được chôn cất tại Nhà thờ Savior of Tver. Con trai thứ là Ivan, Đại vương công xứ Tver kế vị

## Gia đình
Vợ: Evdokia (? -1 tháng 11 năm 1404), con gái của Konstantin Vasilyevich xứ Suzdal.
Con:
1. Alexander (mất năm 1357). Vợ - Sophia.
2. Ivan (1357/1358 - 1425), Công tước Tver từ năm 1399.
3. Alexander Ordynets (mất năm 1389), Công tước Kashin từ năm 1382.
4. Boris (1362-1395), Công tước Kashin và Ksnyatin từ năm 1389.
5. Basil (1364-1426), Công tước Kashin và Ksnyatin từ năm 1395.
6. Fedor (mất 1410), Công tước Mikulin từ năm 1399.